# Jordi Samper Montaña
Jordi Samper Montaña (* 5. April 1990 in Barcelona) ist ein spanischer Tennisspieler.

## Karriere
Jordi Samper Montaña spielt hauptsächlich auf der ATP Challenger Tour und der ITF Future Tour.
Er konnte bislang zehn Einzel- und acht Doppelsiege auf der ITF Future Tour feiern. Auf der ATP Challenger Tour gewann er bis jetzt das Doppelturnier in Kenitra im Jahr 2013. Er konnte sich 2016 erstmals für das Hauptfeld eines Grand-Slam-Turniers qualifizieren, nachdem er sich vorher durch die Qualifikation gekämpft hatte. Dort verlor er in der ersten Runde gegen Mathias Bourgue.

## Erfolge
| Legende (Anzahl der Siege)  |
| Grand Slam                  |
| ATP World Tour Finals       |
| ATP World Tour Masters 1000 |
| ATP World Tour 500          |
| ATP World Tour 250          |
| ATP Challenger Tour (2)     |

### Doppel

#### Turniersiege
| Nr. | Datum              | Turnier | Belag | Partner           | Finalgegner                           | Ergebnis  |
| --- | ------------------ | ------- | ----- | ----------------- | ------------------------------------- | --------- |
| 1.  | 20. September 2013 | Kenitra | Sand  | Gerard Granollers | Taro Daniel Alexander Rumjanzew       | 6:4, 6:4  |
| 2.  | 8. Juni 2014       | Fürth   | Sand  | Gerard Granollers | Adrián Menéndez Rubén Ramírez Hidalgo | 7:61, 6:2 |